# Butmir
Butmir is een wijk in Ilidža, in het kanton Sarajevo van Bosnië en Herzegovina. Het internationale vliegveld van Sarajevo bevindt zich in Butmir. Hoewel het tegenwoordig deel uitmaakt van Ilidža was het lange tijd een zelfstandig stadje.
Butmir is van historisch en archeologisch belang vanwege de Butmircultuur uit 2600 - 2400 v.Chr. De eerste ontdekkingen hiervan werden gedaan in 1893, toen er een start werd gemaakt met de bouw van de universiteit van Sarajevo. De omvang van de vondsten (waaronder veel aardewerk) gaf aanleiding tot het organiseren van een Internationaal Congres van Archeologie en Antropologie in Sarajevo, in augustus 1894. Een groot deel van de vondsten maken nu deel uit van de collectie van het Nationaal Museum van Bosnië en Herzegovina.
De Butmircultuur verdween in het bronzen tijdperk, en werd waarschijnlijk onder de voet gelopen door de Illyriërs die zich toen in die regio vestigden.
Tijdens de belegering van Sarajevo in 1992 - 1995 kreeg Butmir bekendheid door de tunnel die onder het vliegveld door was gegraven vanuit het belegerde Dobrinja in Sarajevo, tot in het 'vrije' Butmir. Deze tunnel werd gebruikt om voedsel en wapens de stad in de smokkelen, en om mensen er uit te laten reizen. Dat laatste viel overigens niet mee, door de hoge prijzen die de beheerders van de tunnel hiervoor vroegen